# Aksis baweański

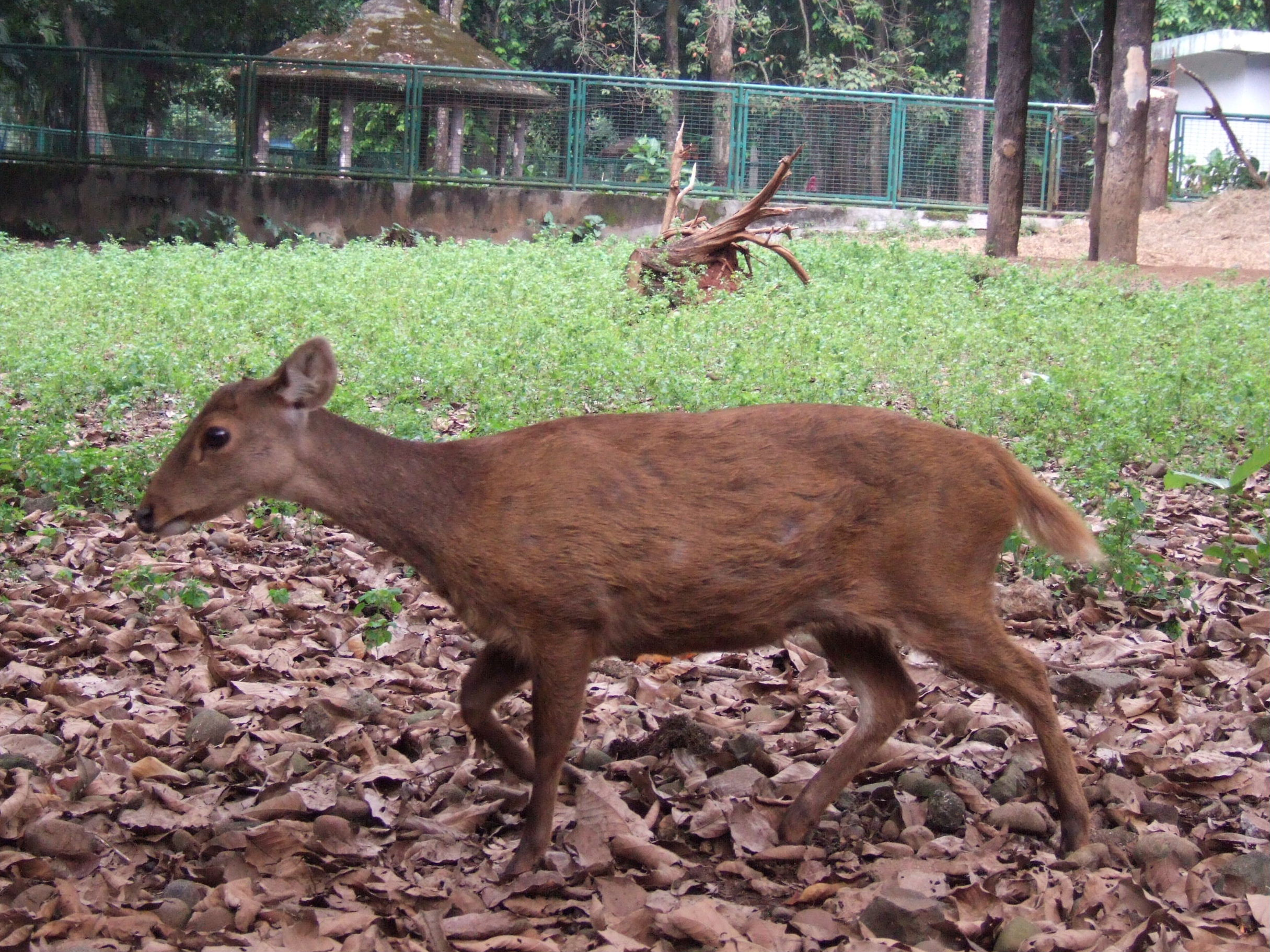
Aksis baweański w Ragunan Zoo w Indonezji

Aksis baweański, jeleń baweański, jeleń jawajski, jelonek jawajski (Axis kuhlii) – endemiczny gatunek średniej wielkości ssaka parzystokopytnego z rodziny jeleniowatych (Cervidae). Nazwa gatunkowa kuhlii nawiązuje do niemieckiego zoologa Heinricha Kuhla.

## Występowanie i biotop
Obecny zasięg występowania gatunku obejmuje wyspę Bawean w Indonezji. Jeleń baweański jest gatunkiem endemicznym występującym w dwóch niewielkich populacjach na jednym tylko obszarze o pow. ok. 200 km². Preferuje zarośla i lasy z gęstym podszytem. Salomon Müller – autor naukowego opisu – spotkał jelenie baweańskie na terenie prywatnej menażerii na Jawie, stąd nazwa jawajski.

## Charakterystyka ogólna
Aksis baweański jest gatunkiem stosunkowo słabo poznanym.

### Podstawowe dane
| Długość ciała | Wysokość w kłębie | Długość ogona | Masa ciała | Okres godowy         | Długość ciąży | Liczba młodych w miocie |
| ------------- | ----------------- | ------------- | ---------- | -------------------- | ------------- | ----------------------- |
| 105-115 cm    | ok. 70 cm         | ok. 20 cm     | 36-50 kg   | wrzesień-październik | 225-230 dni   | 1-2                     |

### Wygląd
Ciało krępe, dość długie (do 115 cm), z krótką głową. Krótsze kończyny przednie podkreślają wrażenie masywności. Ogon o długości ok. 20 cm jest jaśniejszy od spodu. Małe uszy pokryte są gęstym włosem. Ubarwienie jednolicie brązowe. Poroże samców zaczyna wyrastać w wieku 12 miesięcy i dorasta maksymalnie do 47 cm, zwykle jest krótsze. Samica ma dwie pary sutków.

### Tryb życia
Prowadzi nocny tryb życia, w dzień ukrywając się w gęstych zaroślach. Żyje samotnie lub w parach (samica z młodym, czasem samiec z samicą). Większe grupy spotykane są jedynie na miejscach żerowania i w okresie godowym. Jest gatunkiem roślinożernym, czasami wkraczającym na pola uprawne graniczące z lasem. Metody komunikacji są – poza sygnałami akustycznymi – słabo poznane.

### Rozród
Okres godowy aksisów baweańskich przypada na przełom września i października, ale do rozrodu mogą przystępować też w innych miesiącach. Po ciąży trwającej 225-230 dni samica rodzi jedno młode. Przypadki urodzenia dwójki młodych są bardzo rzadkie. W przeciwieństwie do większości jeleniowatych młode aksisy baweańskie nie mają cętek, ewentualnie słabo widoczne cętkowanie zanika krótko po urodzeniu.

## Zagrożenia i ochrona
W warunkach naturalnych aksis baweański nie ma naturalnych wrogów. Młode mogą być narażone na ataki pytonów lub innych drapieżników, ale nie stwierdzono istotnego wpływu drapieżników na liczebność populacji. Ewentualnym zagrożeniem mogą być zdziczałe psy.
Od 1979 obszar, na którym występuje aksis baweański został objęty ochroną (utworzono rezerwat przyrody). W latach 1996–1997 liczebność dzikiej populacji szacowano na poziomie 300–400 osobników, a w niewoli doliczono się 200–250 sztuk.
Gatunek jest objęty konwencją waszyngtońską CITES (załącznik I).
W Czerwonej księdze gatunków zagrożonych Międzynarodowej Unii Ochrony Przyrody i Jej Zasobów został zaliczony do kategorii CR (critically endangered – krytycznie zagrożony wyginięciem). Za główne przyczyny zagrożenia uważane jest ograniczanie siedlisk spowodowane wycinaniem lasów pod potrzeby rolnictwa i konkurencję gatunków obcych.
W niewoli łatwo się rozmnaża i nie ma dużych wymagań.